# Jevgenij Arťuchin
Jevgenij Jevgeňjevič Arťuchin (rusky Евгений Евгеньевич Артюхин; * 4. duben 1983 Moskva, Sovětský svaz) je ruský profesionální hokejista, který obléká dres týmu HK Viťaz v KHL. Váží 122 kg a měří 196 cm. Preferuje silové pojetí hry.

## Kariéra v NHL
Arťuchin byl draftován ve třetím kole a 94. celkově týmem Tampa Bay Lightning v roce 2001. Předtím, než byl vybrán hrál ruskou nejvyšší juniorskou soutěž. Rok poté v sezoně 2002/03, co byl draftován uskutečnil svůj severoamerický debut v Quebec Major Junior Hockey League v dresu mužstva Moncton Wildcats.
V ročníku 2003/04, poté, co podepsal s Lightning 15. července 2003 smlouvu, odehrál v AHL za Hershey Bears 36 zápasů. Za tu dobu vstřelil tři góly a tři přihrál, obdržel 111 trestných minut a stal se tak třetím nejtrestanějším hráčem týmu. Objevil se také v šesti utkáních za mužstvo Pensacola v East Coast Hockey League, kde přidal 14 minut na trestné lavici a jeden gól.
Sezonu 2004/05 strávil Arťuchin v klubu Springfield Falcons, kde nasbíral v 62 utkáních 9 branek a 19 asistencí. Se ziskem 28 bodů byl na pátém místě v týmu a třetí v počtu přihrávek. Stejnou pozici v statistikách měl i co dopočtu přestávkových tref, ty byly tři. A s počtem 142 trestných minut na šestém místě.[zdroj⁠?!]
Poté, co většinu ročníku 2005/06 odehrál za Lightning odešel po smluvních vyjednáváních do Ruska, konkrétně do Lokomotivu Jaroslavl, kde v následující sezoně nastoupil ve 44 utkáních. Arťuchin odmítl totiž nabídku Tampy na kontrakt za 475 000 dolarů, protože chtěl alespoň milionovou smlouvu.[zdroj⁠?!]
V sezoně 2007/08 hrál za HC CSKA Moskva a během 23 zápasů posbíral 9 bodů a 99 minut si odseděl na trestné lavici. 7. července 2008 znovu podepsal smlouvu s Tampa Bay Lightning, tentokrát na dva roky v hodnotě 1,9 milionu dolarů.
13. srpna 2009 byl vyměněn do týmu Anaheim Ducks za Drewa Millera a třetí kolo v draftu. 1. března 2010 znovu přestoupil, tentokrát do Atlanty Thrashers výměnou za Nathana Oystricka a podmínečný výběr v draftu.
Poté se z NHL odebral do KHL.

### Tresty v NHL
V roce 2006 (7. března) dostal Arťuchin trest na dva zápasy za incident, který se odehrál s Antoinem Vermettem. Po naražení Vermetta na mantinel se s ním pustil do zápasu. Během konfliktu strhl Vermettovi helmu a udeřil jej s ní. Ve hře obdržel dvouminutový trest.
V roce 2009 (19. března) dostal další trest na dva zápasy za úder kolenem do kolena Ville Peltonena. Ve hře obdržel dvouminutový trest.
V roce 2009 (21. října) byl Arťuchin znovu potrestán na tři zápasy za podražení obránce Dallas Stars Matti Niskanena. Ačkoli v zápase nebyl rozhodčími potrestán, NHL jej potrestala po zhlédnutí záznamu. Arťuchin se poté veřejně omluvil a prohlásil, že konflikt nebyl úmyslný.

### Reprezentační kariéra
V roce 2003 vyhrál s ruským výběrem juniorský světový šampionát. Odehrál 6 zápasů vstřelil jeden gól a obdržel 10 trestných minut.[zdroj⁠?!]
Během Mistrovství světa v roce 2011 se dostal do povědomí českých hokejových fanoušků, když v zápase s českou reprezentací předvedl několik tvrdých zákroků, při nichž zranil dva české hráče – Milana Michálka a Karla Rachůnka.

## Klubová statistika
| Sezona       | Klub                       | Soutěž       | Základní část | Základní část | Základní část | Základní část | Základní část | Play off | Play off | Play off | Play off | Play off |
| Sezona       | Klub                       | Soutěž       | Z             | G             | A             | B             | TM            | Z        | G        | A        | B        | TM       |
| ------------ | -------------------------- | ------------ | ------------- | ------------- | ------------- | ------------- | ------------- | -------- | -------- | -------- | -------- | -------- |
| 1999/2000    | Viťaz Čechov               | RVL          | 3             | 0             | 0             | 0             | 2             | —        | —        | —        | —        | —        |
| 2000/2001    | Viťaz Čechov               | RSL          | 24            | 0             | 1             | 1             | 16            | —        | —        | —        | —        | —        |
| 2001/2002    | Viťaz Čechov               | RVL          | 49            | 15            | 7             | 22            | 94            | 14       | 0        | 1        | 1        | 24       |
| 2002/2003    | Moncton Wildcats           | QMJHL        | 53            | 13            | 27            | 40            | 204           | 6        | 1        | 2        | 3        | 29       |
| 2003/2004    | Pensacola Ice Pilots       | ECHL         | 6             | 1             | 0             | 1             | 14            | —        | —        | —        | —        | —        |
| 2003/2004    | Hershey Bears              | AHL          | 36            | 3             | 3             | 6             | 111           | —        | —        | —        | —        | —        |
| 2004/2005    | Springfield Falcons        | AHL          | 62            | 9             | 19            | 28            | 142           | —        | —        | —        | —        | —        |
| 2005/2006    | Springfield Falcons        | AHL          | 4             | 2             | 1             | 3             | 4             | —        | —        | —        | —        | —        |
| 2005/2006    | Tampa Bay Lightning        | NHL          | 72            | 4             | 13            | 17            | 90            | 5        | 1        | 0        | 1        | 6        |
| 2006/2007    | Lokomotiv Jaroslavl        | RSL          | 44            | 5             | 8             | 13            | 183           | 1        | 0        | 0        | 0        | 0        |
| 2007/2008    | Avangard Omsk              | RSL          | 19            | 3             | 2             | 5             | 40            | —        | —        | —        | —        | —        |
| 2007/2008    | HC CSKA Moskva             | RSL          | 23            | 3             | 6             | 9             | 99            | 6        | 4        | 0        | 4        | 6        |
| 2008/2009    | Tampa Bay Lightning        | NHL          | 73            | 6             | 10            | 16            | 151           | —        | —        | —        | —        | —        |
| 2009/2010    | Anaheim Ducks              | NHL          | 37            | 4             | 5             | 9             | 41            | —        | —        | —        | —        | —        |
| 2009/2010    | Atlanta Thrashers          | NHL          | 17            | 5             | 2             | 7             | 31            | —        | —        | —        | —        | —        |
| 2010/2011    | SKA Petrohrad              | KHL          | 26            | 4             | 5             | 9             | 115           | 11       | 1        | 2        | 3        | 26       |
| 2011/2012    | SKA Petrohrad              | KHL          | 47            | 16            | 7             | 23            | 150           | 14       | 1        | 1        | 2        | 40       |
| 2012/2013    | SKA Petrohrad              | KHL          | 30            | 1             | 1             | 2             | 127           | 12       | 3        | 2        | 5        | 10       |
| 2013/2014    | Atlant Mytišči             | KHL          | 46            | 4             | 15            | 19            | 176           |          |          |          |          |          |
| 2014/2015    | HC CSKA Moskva "A"         | KHL          | 48            | 4             | 8             | 12            | 153           | 12       | 2        | 2        | 4        | 16       |
| 2015/2016    | SKA Petrohrad "A"          | KHL          | 35            | 0             | 3             | 3             | 64            | —        | —        | —        | —        | —        |
| 2016/2017    | HK Sibir Novosibirsk "C"   | KHL          | 54            | 5             | 4             | 9             | 115           | —        | —        | —        | —        | —        |
| 2017/2018    | HK Dynamo Moskva           | KHL          | 42            | 2             | 5             | 7             | 60            | —        | —        | —        | —        | —        |
| 2018/2019    | nehrál                     | —            | —             | —             | —             | —             | —             | —        | —        | —        | —        | —        |
| 2019/2020    | HK Viťaz                   | KHL          | 30            | 1             | 2             | 3             | 66            | 4        | 0        | 1        | 1        | 10       |
| 2020/2021    | HK Viťaz                   | KHL          | 43            | 2             | 2             | 4             | 24            | —        | —        | —        | —        | —        |
| 2021/2022    | Admiral Vladivostok        | KHL          | 22            | 0             | 0             | 0             | 28            | —        | —        | —        | —        | —        |
| 2021/2022    | CHK Neftěchimik Nižněkamsk | KHL          | 7             | 0             | 1             | 1             | 10            | 4        | 0        | 0        | 0        | 10       |
| celkem v KHL | celkem v KHL               | celkem v KHL | 430           | 39            | 53            | 92            | 1 088         | 57       | 8        | 7        | 15       | 112      |
| celkem v NHL | celkem v NHL               | celkem v NHL | 199           | 19            | 30            | 49            | 313           | 5        | 1        | 0        | 1        | 6        |
| celkem v RSL | celkem v RSL               | celkem v RSL | 110           | 11            | 17            | 28            | 338           | 7        | 4        | 0        | 4        | 6        |